# 薩吉諾 (密蘇里州)
薩吉諾（英語：Saginaw）是位於美國密蘇里州牛頓縣的村。

## 人口
根據2020年美國人口普查的數據，薩吉諾的面積為2.14平方千米，皆為陸地。當地共有人口300人，而人口密度為每平方千米140人。